# Stephan Ebn
Stephan Ebn (Kelheim, 13 febbraio 1978) è un batterista e produttore discografico tedesco di genere rock & pop.
Tra le sue tante collaborazioni ricordiamo quelle con Gianna Nannini, Kimberley Dahme e Middle of the Road.

## Strumentazione
Stephan Ebn utilizza batterie DDRUM, REGAL TIP, RMV Drumheads e piatti MASTERWORK.